# Twin Galaxies
Twin Galaxies è un'organizzazione statunitense fondata nel 1981 che raccoglie e cataloga i record di punteggio registrati nei videogiochi. Il database compilato dall'associazione include giochi distribuiti su diverse piattaforme incluse arcade e flipper.
I record raccolti vengono pubblicati nell'opera Twin Galaxies' Official Video Game & Pinball Book of World Records. L'organizzazione ha collaborato negli anni con il Guinness dei primati per la certificazione di alcuni record. Oltre a Guinness World Records 2008 - Videogiochi edito da Arnoldo Mondadori, Guinness World Records ha distribuito negli anni 2010 altri volumi dedicati all'argomento esclusivamente in lingua inglese sotto il titolo di Guinness World Records Gamer's Edition.

## Storia
Nel novembre 1981 Walter Day apre una sala giochi denominata Twin Galaxies ad Ottumwa, nello Stato dell'Iowa. Per promuovere gli arcade Day inizia a raccogliere i record di centinaia di giochi in un elenco denominato Twin Galaxies National Scoreboard. I record venivano raccolti tramite contatti telefonici con stampa di settore, produttori e direttamente con videogiocatori.
All'inizio degli anni 1980 i record vengono ripresi da alcune riviste di videogiochi statunitensi e internazionali (inclusa l'italiana Videogiochi) oltre che dalla stampa generalista (in particolare da USA Today e Life, in Italia da TV Sorrisi e Canzoni).
Nel 1982 Day inizia a organizzare eventi pubblici con gare di videogiochi alla presenza dei mass media. Nel gennaio 1983, sempre alla Twin Galaxies di Ottumwa, si tenne la prima "Olimpiade Nordamericana di Videogiochi", con 19 campioni partecipanti che si sfidarono in un pentathlon di 5 giochi; la finale si svolse direttamente negli studi televisivi della ABC.
Dal 1983 al 1987 Twin Galaxies organizza negli Stati Uniti un torneo di videogiochi denominato Video Game Masters Tournament. I risultati vengono pubblicati come record nel Guinness Book of Records l'anno successivo alla competizione, ad eccezione del 1988, anno in cui si interrompe la collaborazione.
Nel 1998 Walter Day pubblica il primo volume dell'Official Video Game & Pinball Book of World Records dedicato ai record effettuati sui flipper e sui videogiochi arcade. Le edizioni successive includono anche i record registrati mediante l'uso di emulatori.
Nel 2010 Day abbandona l'associazione. Dopo la sua uscita da Twin Galaxies, l'associazione inizia a richiedere denaro per la registrazione dei record. Negli anni successivi il sito si trova al centro di numerose transazioni e finisce addirittura offline. Alla fine viene acquisito da Jace Hall che modifica nuovamente il processo di sottomissione dei record.

## Controversie
Il processo di registrazione del record ufficiale del videogioco Donkey Kong, raccontato nel documentario The King of Kong: A Fistful of Quarters di Seth Gordon, è stato criticato da alcune fonti.
Jun Kitamura (noto con lo pseudonimo di QtQ) sostiene inoltre che Twin Galaxies abbia considerato solamente i record conseguiti in America, ignorando le riviste giapponesi che dagli anni 1980 pubblicavano i punteggi migliori. Di tali record, che venivano riferiti dai gestori di sale giochi nipponiche, non esistono documentazioni fotografiche.